# Kitarō

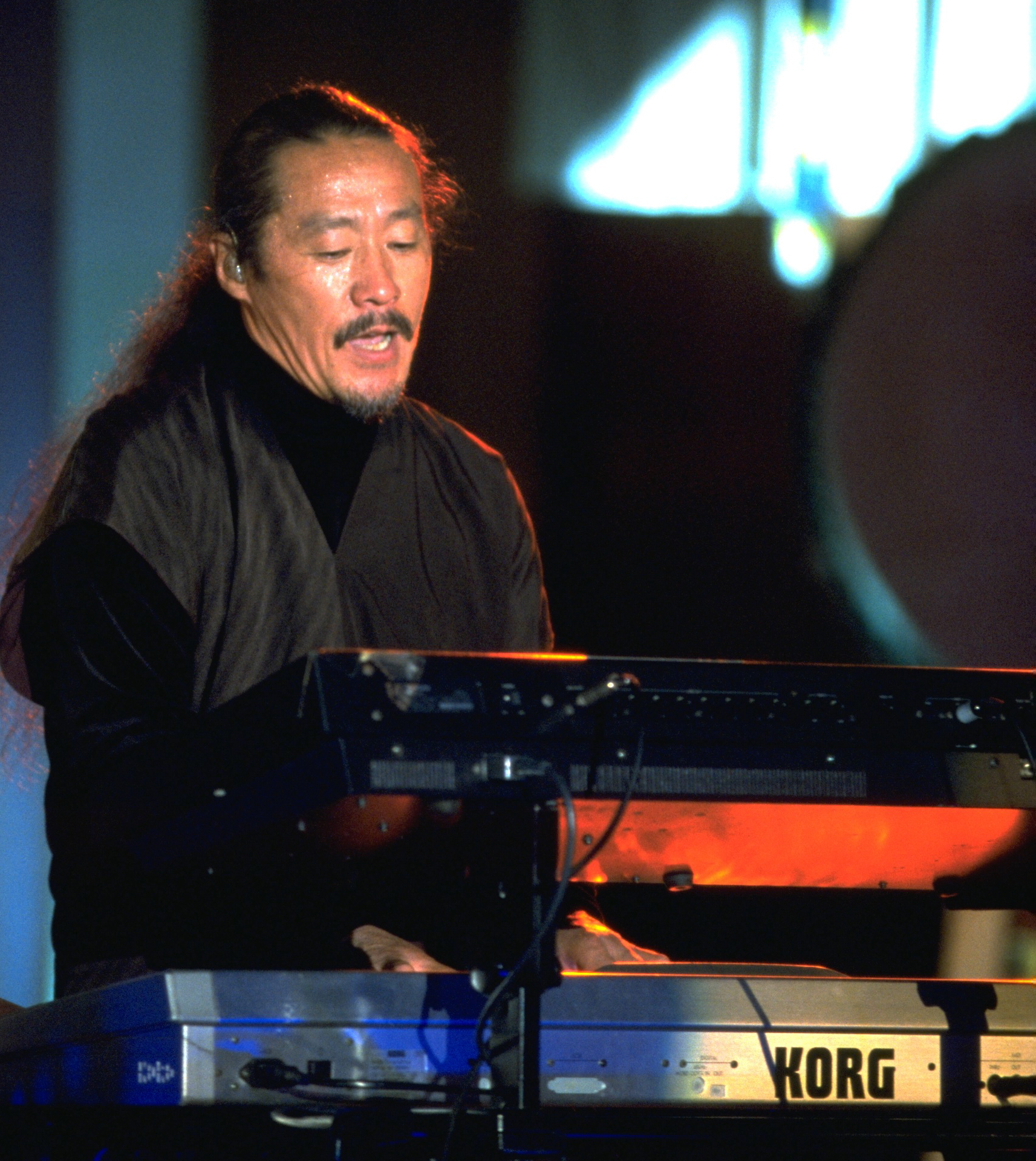
Kitarō während eines Auftritts

Kitarō (jap. 喜多郎; * 4. Februar 1953 in Toyohashi), bürgerlich: Masanori Takahashi (高橋 正則, Takahashi Masanori), ist ein japanischer Musiker. Der Spitzname Kitarō (ungefähre Bedeutung: „Mit vielen Freuden gesegneter Mann“) ist eine Anlehnung an die Figur Kitarō aus dem japanischen Manga Ge Ge Ge no Kitarō.

## Leben
Kitarō wuchs in einer Bauernfamilie auf. In seiner Oberschulzeit hörte er am liebsten Soul und Rhythm & Blues. Sein erstes Instrument war die E-Gitarre, die er autodidaktisch erlernte. Er spielte mit seiner ersten Band Albatross auf Partys und in Clubs. Der größte musikalische Einfluss zu der Zeit war für ihn Otis Redding. Auch heute vergleicht Kitarō gerne die Tiefe seiner Musik mit der von Rhythm and Blues, das Publikum werde in der gleichen Art berührt. „Meine Musik ist nicht Rhythm and Blues, aber es ‚fühlt‘ sich an wie Soul“.
Anfang der 1970er Jahre begann er dann komplett auf Keyboards umzusteigen. Er trat der Far East Family Band bei und tourte mit ihr durch die Welt. Während eines Europa-Besuches der Band in den 70er Jahren lernte er den deutschen Synthesizermusiker und früheres Tangerine-Dream-Mitglied Klaus Schulze kennen. Schulze, der zwei Alben der Band produzierte, gab ihm auch einen Crashkurs für Synthesizer, zeigte ihm die Arbeitsweise jenseits der Handbücher.
1976 verließ Kitarō die Far East Family Band und begab sich auf eine Reise durch Asien, die ihn u. a. nach Laos, China und Thailand führte. In Indien zog es ihn nach Poona an den Ashram von Bhagwan Shree Rajneesh, wo er ca. ein halbes Jahr lebte.
Zurück in Japan begann Kitarō 1977 seine Solokarriere. Die beiden ersten Platten Ten Kai und From the Full Moon Story stiegen schnell in der Gunst der gerade entstehenden New-Age-Szene auf. International wurde Kitaro aber erst durch den Soundtrack zur NHK-Serie Silk Road (deutsch: Die Seidenstraße) bekannt.
1986 schloss er einen Vertrag mit Geffen Records über die weltweiten Vertriebsrechte ab. In den Jahren danach arbeitete er mit verschiedenen Musikern zusammen, u. a. mit Mickey Hart (Grateful Dead) und Jon Anderson (Yes). Bis 1987 hatte er zusammengerechnet weltweit 10 Millionen Alben verkauft, er wurde mehrfach für einen Grammy nominiert und erhielt 1994 sogar einen Golden Globe Award für den Soundtrack zum Film Zwischen Himmel und Hölle von Oliver Stone. Sein größter musikalischer Erfolg war der Gewinn des Grammy 2001 in der Kategorie "Best New Age Album" für sein Album Thinking of You.
Von 1983 bis 1990 war Kitarō mit seiner ersten Frau Yuki, Tochter der Yakuza-Bandenchefs Kazuo und Fumiko Taoka, verheiratet; aus dieser Ehe hat er einen Sohn. Mitte der 1990er Jahre heiratete er die Musikerin Keiko Matsubara. Mit ihr und ihrem Sohn lebte Kitarō viele Jahre in Ward in der Nähe von Boulder/Colorado (USA) in seinem Haus mit eigenem Studio, Mochi House. Um das Jahr 2005 herum zogen sie nach Sebastopol, Nordkalifornien. 2020 ließ er sich von seiner Frau Keiko scheiden und heiratete am 24. Februar 2022 die brasilianische Sängerin Franci Shimomaebara.

## Diskografie (Auswahl)
| - Ten Kai / Astral Voyage (1978) - From the Full Moon Story (1979) - Oasis (1979) - Silk Road Vol. 1 (1980) - Silk Road Vol. 2 (1980) - In Person Digital (1980) - Silk Road Suite (1980) - Tunhuang (1981) - The World of Kitaro (1981) - Ki (1981) - Best of Kitaro (1981) - Millennia (1982) - Live in Budokan (1982) - Portopia ’81 (1983) - Ten-Jiku (1983) - Live in Asia (1984) - Silver Cloud (1985) - Best Selection (1985) - Towards the West (1986) - Tenku (1986) - The Light of the Spirit (1987) - Ten Years (1988) - Kojiki (1990) - Live in America (1991) - Dream (1992) - Heaven & Earth (1993) - Mandala (1994) | - Tokusen I (1994) - Tokusen II (1994) - An Enchanted Evening (1995) - Peace on Earth (1996) - Cirque Ingenieux (1997) - The Soong Sisters (1997) - Gaia.Onbashira (1998) - Healing Forest (1998) - Noah’s Ark (1999) - Thinking of You (1999) - Best of Kitaro Vol. 2 (1999) - Ancient (2000) - An Ancient Journey (2001) - Asian Café (2002) - Live in Yakushiji (2002) - Sacred Journey of Ku-Kai (2003) - Ninja Scroll (2003) - Sacred Journey of Ku-Kai Vol. 2 (2005) - Spiritual Garden (2006) - Sacred Journey of Ku-Kai Vol. 3 (2007) - Impressions Of The Westlake (2009) - Sacred Journey of Ku-Kai Vol. 4 (2010) - Final Call (2013) - Tamayura (2014/2000) - Symphony Live in Istanbul (2014) - Sacred Journey of Ku-kai Vol. 5 (2017) - Zen: Live In Katsuyama (2024) (CD & DVD) |

Zusammenarbeiten
- Track #2 For Gaia mit Mickey Hart und Philip Glass auf dem Album Freedom Chants From The Roof of the World der Gyuto-Mönche (1998)
- Kitaro & Dennis Banks: Let Mother Earth Speak (2012)
- Kitaro & Dennis Banks: American Indian "Storyteller" (2020)

Einzelne Tracks auf Kompilationen oder als Single
- Japanese Theme – Soundtrack „Return To The River Kwai“ (1988)
- Japanese Title – Soundtrack „Hayazaki No Hana“ (Original Music Tracks 1-31 by Ryuta Yoshimura, Track 32 Music by Kitaro) (1996)
- Theme from Earthdance – Album Domo 20th Anniversary Sampler (2004)
- Sayake (2021) (Single)